# Virginia Slims of Chicago 1994
Virginia Slims of Chicago 1994 — жіночий тенісний турнір, що проходив на закритих кортах з килимовим покриттям UIC Pavilion у Чикаго (штат Іллінойс, США). Належав до турнірів 2-ї категорії в рамках Туру WTA 1994. Відбувсь удвадцятьтретє і тривав з 7 до 13 лютого 1994 року. Друга сіяна Наташа Звєрєва здобула титул в одиночному розряді й отримала 80 тис. доларів США.

## Фінальна частина

### Одиночний розряд
Наташа Звєрєва —  Чанда Рубін 6–3, 7–5
- Для Звєрєвої це був 2-й титул за сезон і 45-й — за кар'єру.

### Парний розряд
Джиджі Фернандес /  Наташа Звєрєва —  Манон Боллеграф /  Мартіна Навратілова 6–3, 3–6, 6–4
- Для Фернандес це бувs 2-й титул за сезон і 46-й — за кар'єру. Для Звєрєвої це був 3-й титул за сезон і 46-й — за кар'єру.

## Розподіл призових грошей
| Дисципліна       | П       | Ф       | ПФ      | ЧФ     | 1/8    | 1/16   |
| Одиночний розряд | $80,000 | $36,000 | $18,000 | $9,600 | $5,050 | $2,650 |
| Парний розряд *  | $24,000 | $12,000 | $8,000  | $4,000 | $2,000 | –      |

* на пару